# Tòa án Hành chính Liên bang Đức

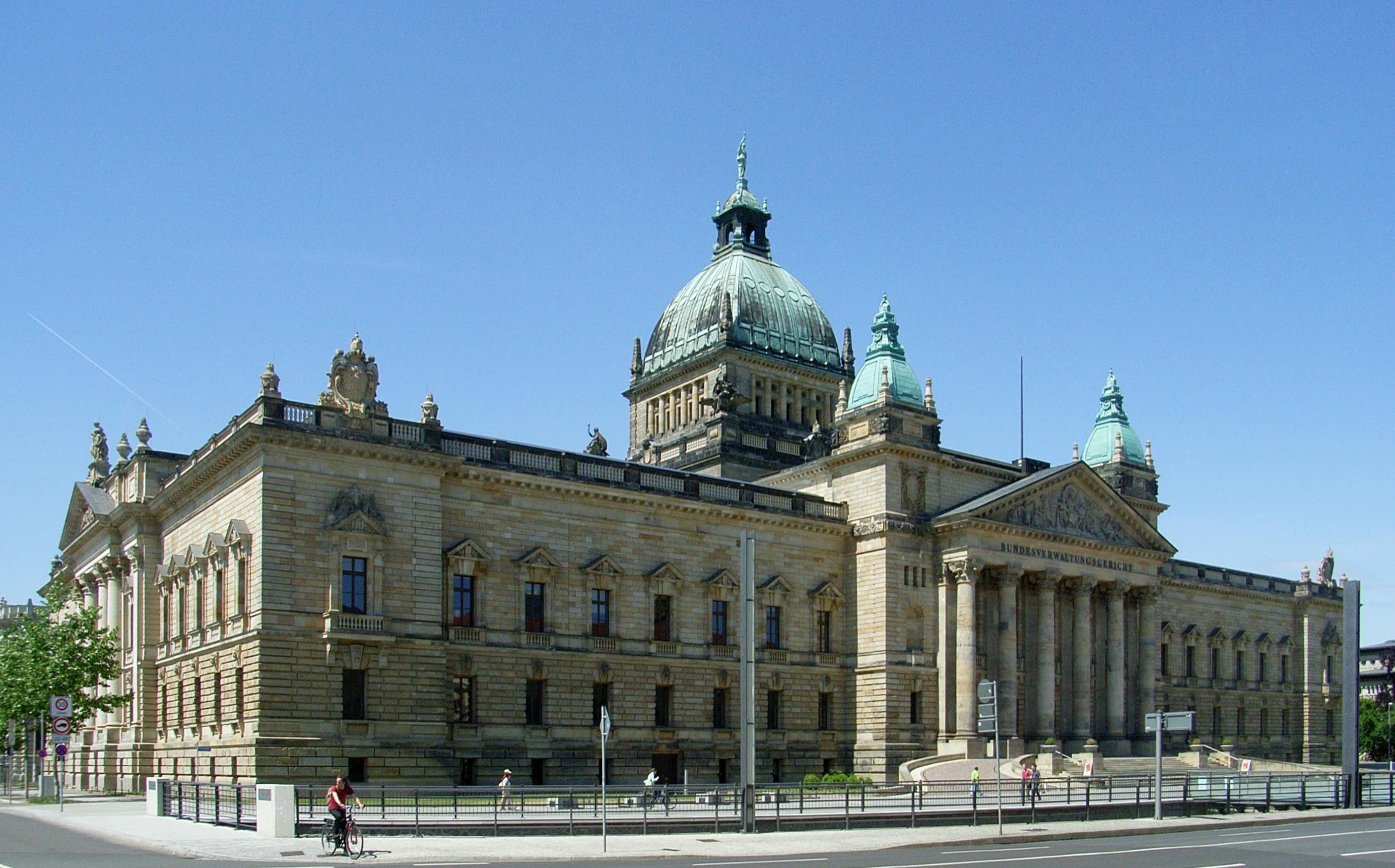
Trụ sở Tòa án Hành chính Liên bang nhìn từ phía Tây

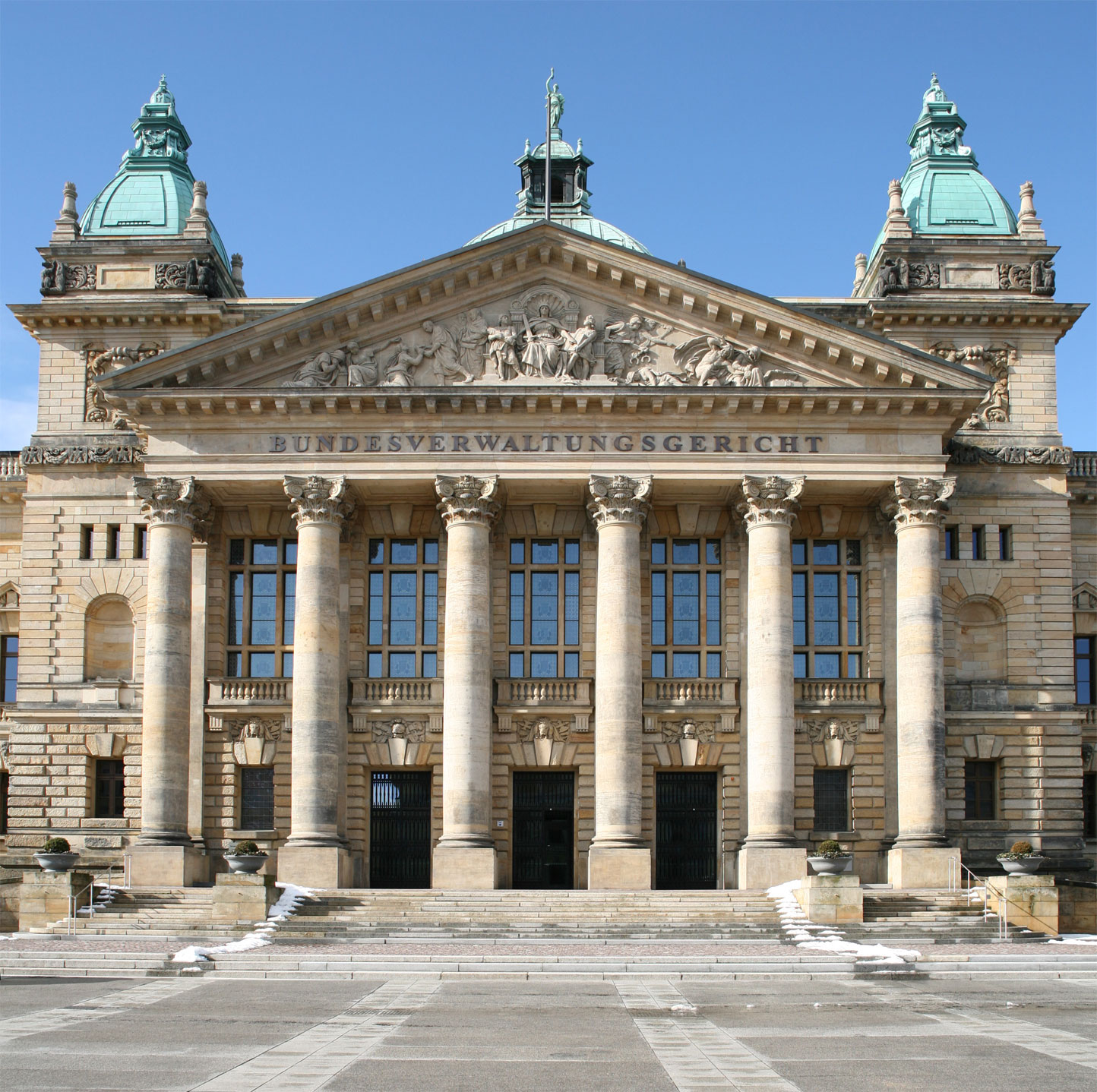
Lối vào chính

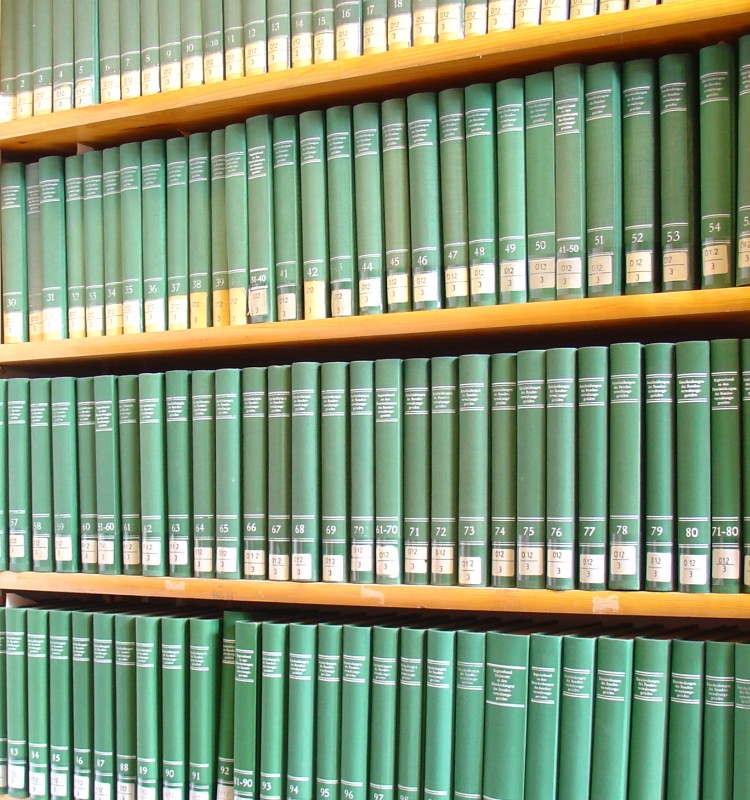
Những quyết định của Tòa án Hành chính Liên bang

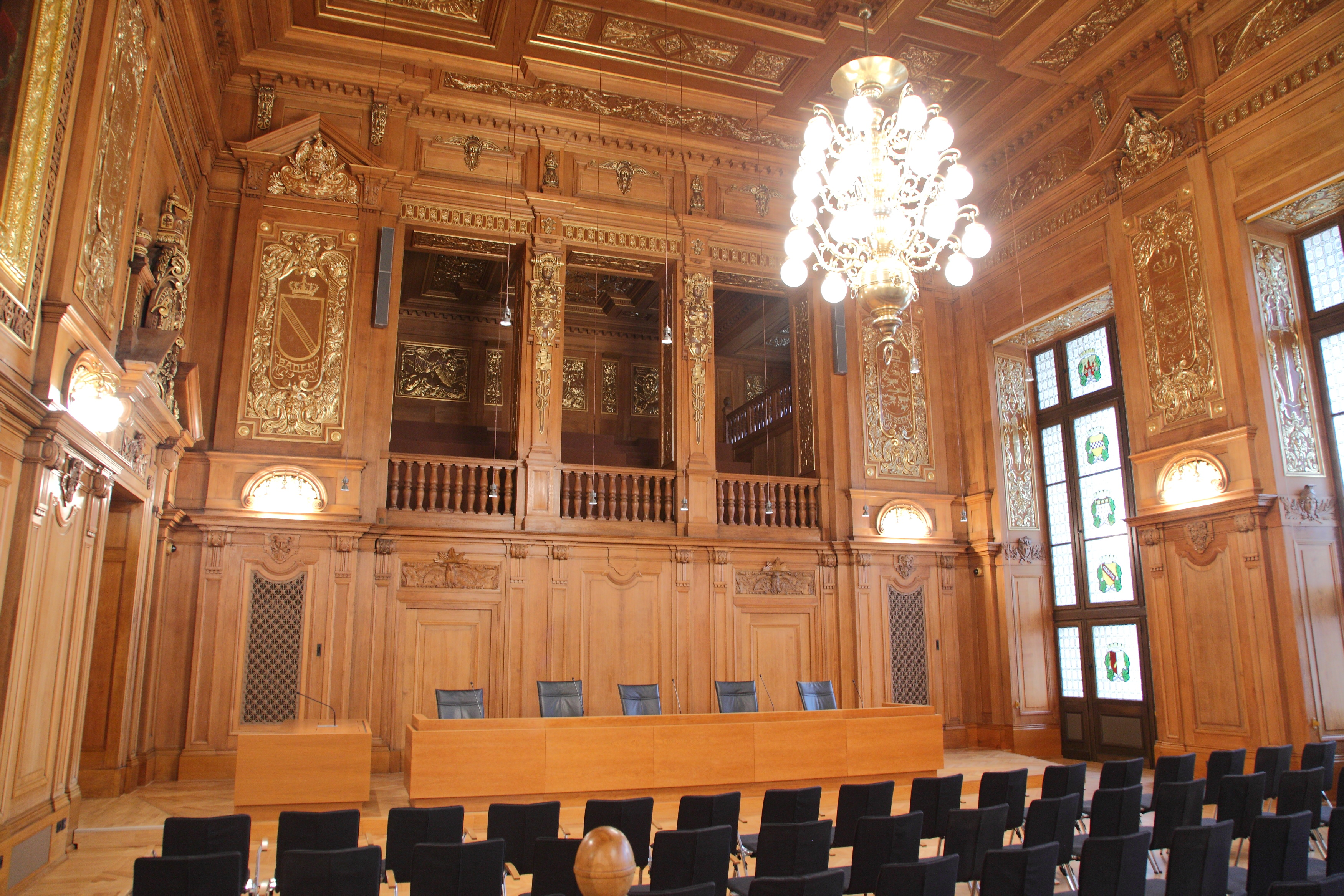
Phòng xử của Tòa án Hành chính Liên bang

Tòa án Hành chính Liên bang Đức (tiếng Đức: Bundesverwaltungsgericht) là Tòa án Tối cao của Đức trong thẩm quyền về Hành chính, một trong 5 Tòa án Tối cao Liên bang (bên cạnh Bundesarbeitsgericht, Bundesgerichtshof, Bundesfinanzhof và Bundessozialgericht). Tòa án Hành chính Liên bang có trụ sở tại Leipzig.
Tòa án Hành chính Liên bang được xây dựng theo hệ thống độc lập với Tòa án Tư pháp và các Tòa án Liên bang khác. Tòa án Hành chính Liên bang là tòa án kháng cáo cấp thượng thẩm, xem xét giải quyết các phán quyết của Tòa án Bang có bảo đảm tính hợp pháp về hình thức và nội dung theo luật định.
Về mặt tòa án, Tòa án Hành chính Liên bang làm việc độc lập, nhưng là cơ quan thì nó trực thuộc và dưới quyền kiểm soát của bộ Tư pháp.

## Lịch sử
Vào thế kỷ 19, khi các Toà án hành chính Đế chế Đức mới được thành lập thì thẩm quyền xét xử của các Toà này chưa bao quát toàn bộ các tranh chấp hành chính, mà chỉ một số tranh chấp nhất định được liệt kê theo danh sách.
Tòa án Hành chính Liên bang được thành lập 23/9/1952 theo điều 95 khoản 1 Hiến pháp Đức. Trụ sở ban đầu được đặt tại Berlin. Quyết định đặt trụ sở tại Berlin gây tranh cãi giữa Liên Xô và phương Tây. Khi Tây Đức được phép thành lập quân đội trở lại, bộ phận tòa án chịu trách nhiệm về nghĩa vụ quân sự đã phải chuyển về München. Sau khi đất nước thống nhất, Tòa án Hành chính Liên bang vào năm 1997 đã chuyển về Leipzig.

## Tổ chức
Trong hệ thống Tòa án Hành chính Liên bang có 16 Tòa án cấp liên khu vực, 52 Tòa án khu vực (Bang).
Tòa án Hành chính được chia ra 3 cấp xét xử:
- Tòa án Hành chính sơ thẩm: Thành lập theo cấp Huyện
- Tòa án Hành chính phúc thẩm: Thành lập theo cấp Bang
- Tòa án Hành chính Liên bang: Thành lập theo cấp Liên bang

Tòa án Hành chính Liên bang là cơ quan phán quyết cuối cùng, xem xét phán quyết phúc thẩm có phù hợp với Luật và Hiến pháp không.

## Thẩm quyền
Tòa án Hành chính giải quyết các khiếu nại thuộc thẩm quyền của cơ quan tài phán hành chính, bao gồm những tranh chấp về luật công mà không có đặc điểm liên quan đến Hiến pháp và không được đạo luật Liên bang giao cho Tòa án khác.
Trường hợp tranh chấp thẩm quyền giữa các Tòa án, thì Tòa án chung giải quyết xác định thẩm quyền.
Có 2 ngoại lệ trong việc giải quyết lĩnh vực công được ghi trong Luật Tố tụng Hành chính:
- Toà án Hành chính không phán quyết về một tranh chấp đã được luật pháp liên bang giao cho Toà án khác giải quyết, cụ thể là việc giao một số tranh chấp về luật công cho Toà án bảo hiểm xã hội và Toà án tài chính giải quyết cũng như việc giao cho Toà án thường giải quyết các đơn khiếu kiện của công dân yêu cầu Nhà nước bồi thường thiệt hại do công chức gây ra khi thi hành công vụ.
- Những vấn đề Luật công mang tính chất tranh chấp về Hiến pháp. Những tranh chấp kiểu này do Tòa án Hiến pháp giải quyết.

## Chánh án và Phó Chánh án
| Thứ | Tên                          | Nhiệm kỳ bắt đầu | Nhiệm kỳ kết thúc |
| --- | ---------------------------- | ---------------- | ----------------- |
| 1   | Ludwig Frege (1884–1964)     | 28/3/1953        | 31/12/1954        |
| 2   | Hans Egidi (1890–1970)       | 29/4/1955        | 30/6/1958         |
| 3   | Fritz Werner (1906−1969)     | 18/7/1958        | 26/12/1969        |
| 4   | Wolfgang Zeidler (1924–1987) | 15/6/1970        | 7/10/1975         |
| 5   | Walther Fürst (1912–2009)    | 19/8/1976        | 29/2/1980         |
| 6   | Horst Sendler (1925–2006)    | 1/3/1980         | 30/6/1991         |
| 7   | Everhardt Franßen (1937)     | 1/7/1991         | 30/9/2002         |
| 8   | Eckart Hien (1942)           | 1/10/2002        | 31/5/2007         |
| 9   | Marion Eckertz-Höfer (1948)  | 1/6/2007         | 31/1/2014         |
| 10  | Klaus Rennert (1955)         | 1/7/2014         |                   |

| Thứ | Tên                              | Nhiệm kỳ bắt đầu | Nhiệm kỳ kết thúc |
| --- | -------------------------------- | ---------------- | ----------------- |
| 1   | Helmut R. Külz (1903–1985)       | 23/12/1970       | 31/7/1971         |
| 2   | Walther Fürst (1912–2009)        | 16/11/1971       | 18/8/1976         |
| 3   | Horst Sendler (1925–2006)        | 19/8/1976        | 29/2/1980         |
| 4   | Johannes Oppenheimer (1918–2007) | 1/3/1980         | 31/7/1986         |
| 5   | Günter Zehner (1923–2002)        | 1/8/1986         | 31/8/1990         |
| 6   | Otto Schlichter (1930–2011)      | 1/9/1990         | 30/9/1993         |
| 7   | Ingeborg Franke (1935)           | 1/10/1993        | 31/5/2000         |
| 8   | Eckart Hien (1942)               | 22/6/2000        | 30/9/2002         |
| 9   | Marion Eckertz-Höfer (1948)      | 1/10/2002        | 31/5/2007         |
| 10  | Michael Hund (1946)              | 1/6/2007         | 31/10/2011        |
| 11  | Klaus Rennert (1955)             | 21/11/2012       | 30/6/2014         |
| 12  | Josef Christ (1956)              | 1/7/2014         |                   |

## Thẩm phán
Thẩm phán Tòa án Hành chính Liên bang là những thẩm phán có chuyên trách trong lĩnh vực Hành chính. Để trở thành thẩm phán: Đã tốt nghiệp các trường luật, có quá trình bồi dưỡng nghiệp vụ (6 tháng thực tập Luật Dân sự, Luật Hình sự, Hành chính và thực tập tại các Tòa án khác) sau đó thông qua 1 kỳ thi sát hạch.
Việc bổ nhiệm các Thẩm phán do Ban tuyển chọn Thẩm phán tiến hành, trình Tổng thống bổ nhiệm. Ban tuyển chọn Thẩm phán gồm:Bộ trưởng Tư pháp Liên bang, 16 người đứng đầu Tư pháp các Bang, 17 nghị viên Quốc hội do Tổng thống chỉ định.